# HD179880
HD179880 — хімічно пекулярна зоря спектрального класу
F5 й має видиму зоряну величину в смузі V приблизно 10,0.